# Biblioteca Popular Cachilo

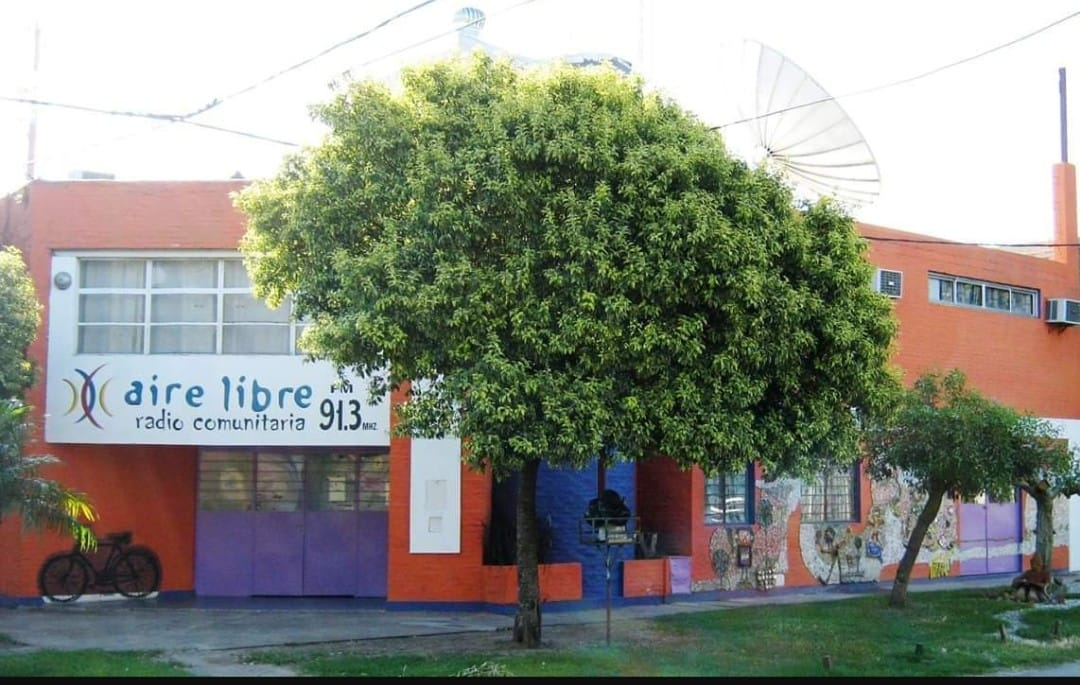
Ingreso a la Biblioteca Popular "Cachilo" y Radio Comunitaria FM "Aire Libre"

La Biblioteca Popular Cachilo es una organización cultural, educativa y artístico, se encuentra ubicada en el barrio Urquiza, al oeste de la ciudad de Rosario, provincia de Santa Fe, Argentina. En el año 2000 fue  creada por la Radio Comunitaria "Aire Libre" con la finalidad de ofrecer un espacio social y promover el interés por la lectura, en especial la literatura infantil y juvenil, mediante actividades de incentivación como por ejemplo la biblioteca itinerante (bolsilleros y carros de libros), llevando la biblioteca a visitar los parques de la ciudad, plazas, centros recreativos, clubes y otros. Ambas instituciones conforman el Centro de Educación, Comunicación y Biblioteca Popular.

## Historia
La Radio Comunitaria FM "Aire Libre" nace en 1988 en los primeros años de la restauración de la democracia, como consecuencia se empezaron a organizar centros comunitarios, agrupaciones, gremios y otros con la finalidad de representar los intereses y necesidades del barrio. La institución logra acercar las voces de la gente transmitiendo las denuncias, reclamos y hechos que ocurrían en ese momento en donde la situación socioeconómica ha sido de clase media y marginal. Las emisiones comenzaron en la Escuela Nro. 773 Pablo Pizzurno, lo que originó molestias al Ministerio de Educación tomando la decisión de prohibir la transmisión de los programas. La solución es otorgada por el padre Joaquín Núñez de la Parroquia Nuestra Señora de la Salud con la Misión Central Franciscana ofreciendo ayuda económica y permitiendo trasladar la radio a calle Virasoro y Teniente Agneta.
En el año 2000 se funda "Cachilo" con un proyecto presentado por los integrantes de la radio, se originó con la necesidad de poder brindar un servicio a la comunidad que no se había desarrollado en el barrio. Las necesidades de localizar fuentes de información, en especial, para los chicos que iban a diario a la escuela fue uno de los motivos que permitió avanzar en el logro de los objetivos.
Al comienzo de las actividades, una de las coordinadoras, Claudia Martínez decidió contactarse con Raúl Frutos que ha sido vicepresidente de la Biblioteca Popular "Constancio C . Vigil" por su trayectoria y conocimientos en bibliotecología, adquiriendo mejores conocimientos y capacitaciones en el ámbito laboral como la gestión y promoción de lectura. Esto permitió incorporar talleres y arte a los ideales de la biblioteca popular.

## Colección
La biblioteca contiene  más de 20.000 recursos bibliográficos en su acervo, los mismos se especializan en temáticas como educación, comunicación y en textos que tratan de oficios como: albañilería, electricidad, cocina y otros. Así también libros de literatura infantil y juvenil como la colección clásica de Robin Hood y de Anthony Browne. En otras instituciones y  en los proyectos llevados a cabo como bolsilleros, carros y Bebetecas, también se localizan libros de literatura infantil. La colección se ha obtenido de las donaciones de vecinos, editoriales, del esfuerzo de los integrantes de la comisión de la biblioteca y los subsidios entregados por parte de la CONABIP, la municipalidad y la provincia, en la actualidad los mismos son escasos.

## Servicios

### Talleres de Lectura
La biblioteca implementan talleres de incentivación a la lectura y artísticos, también organizan eventos como: festivales, ferias, fiestas, rifas y otros ,es un "salir a la calle" brindando al barrio un servicio para que él mismo se sienta referenciado con la institución. Las extensiones culturales permiten sustentar los gastos diarios que conlleva el edificio compuesto por dos plantas.

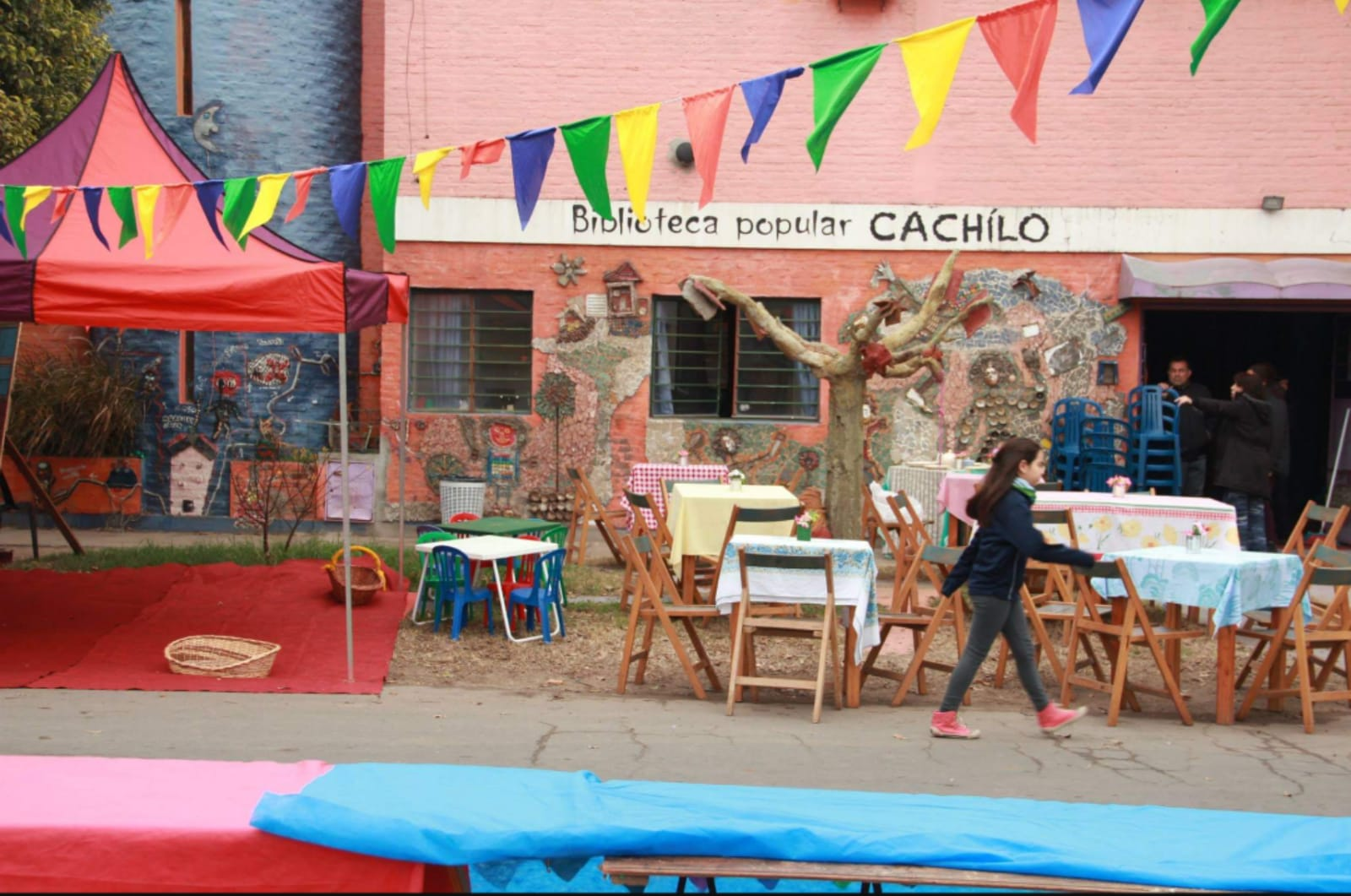
Feria en la Biblioteca Popular "Cachilo"

Comenzó en el año 2008 con el proyecto de promoción de la lectura llamado "La Cachilo te cuenta", es un carrito que lleva libros para ser leídos en parques, clubes y en veredas de vecinos del barrio. En esta actividad se realizan actividades lúdicas y expresivas dando énfasis a la narración oral. Estas experiencias son transmitidas en micros radiales. En el 2008 se continua con el "Bolsillero", es un bolso que contiene libros en su mayoría, de literatura infantil, juvenil así también para adultos, trasladándolos a puntos estratégicos del barrio para realizar préstamos a domicilio a los vecinos.
"Pinta para leer" se origina en el 2011, proyecto de realización de murales conjuntamente con los temas tratados en los talleres de lectura en las diferentes veredas del barrio. En el 2013 se pone en práctica "Expreso Cachilo" un tren librero  que visita lugares de la ciudad como parques y plazas de la ciudad. 
"Bebeteca" otro proyecto de la biblioteca dirigido a niños de 0 a 5 años con los objetivos de incursionar a los bebes como lectores y formar a los padres como mediadores de lectura de sus hijos.
En el año 2015 se llevó a cabo la Campaña "Leer es tu derecho" es una difusión gráfica, audiovisual y radial con el objetivo de visibilizar las actividades realizadas por la biblioteca.
Eventos culturales como: Kermese, fiestas, ferias, entre otros.

### Planes de Capacitación
Formaciones en la lectura conjuntamente con el Plan Nacional de Lectura desarrollado en la biblioteca, destinado a todo público interesado como directivos, docentes y bibliotecarios contando con la participación de importantes invitados como Graciela Bialet y otros. 

## Premios otorgados
- Premio Graciela Cabal 2009  entregado por la CONABIP a las bibliotecas que llevan a cabo Promoción de la Lectura.[6]
- En el año 2014 la Biblioteca Nacional de Francia convocan como experto  a la Biblioteca Popular "Cachilo" para la elección de 10 libros álbum representativos al país.
- Premio Pregonero 2019 convocado por la Fundación El Libro , entidad que organiza las Ferias Internacionales  del libro desarrolladas en Buenos Aires anualmente. Se entrega como reconocimiento  a la biblioteca por la difusión realizada en todo su trayecto acerca de la literatura infantil y juvenil.[4]